# Brachbach (Obernzenn)
Brachbach (fränkisch: Brochba) ist ein Gemeindeteil des Marktes Obernzenn im Landkreis Neustadt an der Aisch-Bad Windsheim (Mittelfranken, Bayern). Brachbach liegt in der Gemarkung Oberaltenbernheim.

## Geographie
Der Weiler liegt am Brachbach, einem rechten Zufluss der Zenn. Eine Gemeindeverbindungsstraße verläuft an Esbach vorbei nach Sondernohe zur Kreisstraße AN 21 (2,4 km östlich) bzw. nach Obernzenn zur Staatsstraße 2253 (1,7 km westlich). Eine weitere Gemeindeverbindungsstraße führt zur Staatsstraße 2413 (1,2 km nordöstlich) zwischen Unternzenn (1,2 km westlich) und Oberaltenbernheim (0,9 km östlich).

## Geschichte
Der Ort wurde 1285 im Rothenburger Ächtbuch als „Brapach“ erstmals urkundlich erwähnt. Das Bestimmungswort des ursprünglichen Gewässernamens ist braht (ahd. für Lärm, Geschrei) oder aber eine Ableitung von brahjan (ahd. für einkerben, zeichnen, markieren). Beides würde eine Eigenschaft des Baches bezeichnen.
Gegen Ende des 18. Jahrhunderts bildete Brachbach mit Esbach eine Realgemeinde. In Brachbach gab es sieben Anwesen (3 Höfe, 1 Halbhof, 1 Dreiachtelhof, 1 Sechszehntelhof, Gemeindehirtenhaus). Das Hochgericht übte das Obervogteiamt Virnsberg aus. Die Dorf- und Gemeindeherrschaft sowie die Grundherrschaft über alle Anwesen hatte die Deutschordenskommende Virnsberg inne.
Im Rahmen des Gemeindeedikts wurde Brachbach dem 1808 gebildeten Steuerdistrikt Sondernohe und der 1811 gebildeten Ruralgemeinde Sondernohe zugeordnet. Mit dem Zweiten Gemeindeedikt (1818) wurde es nach Oberaltenbernheim umgemeindet. Am 1. Januar 1972 wurde Brachbach im Zuge der Gebietsreform in Bayern nach Obernzenn eingemeindet.

## Einwohnerentwicklung von Brachbach und Esbach
| Jahr      | 001818 | 001840 | 001861 | 001871 | 001885 | 001900 | 001925 | 001950 | 001961 | 001970 | 001987 |
| Einwohner | 74     | 76     | 70     | 71     | 66     | 71     | 68     | 58     | 59     | 46     | 49     |
| Häuser    | 13     | 12     |        |        | 12     | 13     | 11     | 12     | 11     |        | 11     |
| Quelle    | [ 13 ] | [ 14 ] | [ 15 ] | [ 16 ] | [ 17 ] | [ 18 ] | [ 19 ] | [ 20 ] | [ 21 ] | [ 22 ] | [ 1 ]  |

## Ehemalige Baudenkmäler
- Haus Nr. 10: eingeschossiges, massives, verputztes Wohnstallhaus; im Keilstein des profilierten Hausteintürrahmens Deutschordenskreuz und Bezeichnung „IMLD 1726“[23]
- Haus Nr. 11: ähnlich Haus Nr. 10; im Sturz des Hausteintürrahmens in Kartusche Deutschordenskreuz und Bezeichnung „I B T B 1724“[23]

## Religion
Der Ort ist seit der Reformation evangelisch-lutherisch geprägt und bis heute nach St. Gertrud (Obernzenn) gepfarrt. Die Einwohner römisch-katholischer Konfession sind nach Mariä Himmelfahrt (Sondernohe) gepfarrt.